# Biopolímer

Microstructura de part del biopolímer de l'ADN

Un biopolímer és un polímer produït per un organisme viu. La cel·lulosa, el midó, la quitina, les proteïnes, ADN i ARN són tots ells exemples de biopolímers, en els quals les unitats monòmers respectivament són sucres, aminoàcids, i nucleòtids. S'apliquen en camps molt diversos com en la indústria, com envasos, purificació d'aigua, pous d'extracció de petroli o en la biomedicina en implants, pròtesis, catèters uretrals i traqueals.
La cel·lulosa és tant el biopolímer més comú de la Terra. En 2019, el volum mundial de producció de biopolímers va ser de 3,8 milions de tones, l'1% del volum de producció de polímers de base fossil, i la materia primera més usada per a la producció de biopolímers són els subproductes biogènics (46%), especialment el glicerol de la producció de biodièsel, utilitzat per a la producció de resina epoxídica. Per a produir un biopolímer es requeix del triple de matèria primera donats els nombrosos passos de conversió i a les pèrdues de matèria primera relacionats.
L'acció combinada de la radiació ultraviolada, la calor i l'oxigen atmosfèric destrueix els llaços químics dels biopolímers en un procés lent en el que el polímer acaba per fragmentar-se en cadenes més petites. A més, la majoria dels biopolímers són biodegradables per microorganismes. Dos tipus de microorganismes són de particular interès en la biodegradació de polímers naturals i sintètics els bacteris i els fongs:
- Fongs: Els eumicets, o fongs veritables, són organismes que estan nucleats i formen espores amb més de 80.000 espècies conegudes. Per a degradar produeixen enzims que trenquen els substrats
- Bacteris: Els esquizomicets són bacteris que poden ser anaerobis o aerobis, els enzims que produeixen juguen un papaer principal en la degradació.